# Kinyongia tavetana
Kinyongia tavetana (Steindachner, 1891) è un piccolo sauro della famiglia Chamaeleonidae, diffuso in Kenya e Tanzania.

## Distribuzione e habitat
La specie è presente in Kenya, sui monti Taita, e in Tanzania, nella regione di Arusha, sul monte Kilimanjaro (locus typicus) e sui monti Pare.

## Conservazione
La specie è inserita nella Appendice II della Convention on International Trade of Endangered Species (CITES).